# Mắm nêm
Mắm nêm, còn gọi là mắm cái, là một dạng sản phẩm lên men làm từ con Nêm. Cá được ướp muối, lên men, có thể được tách xương hoặc không, rồi phối trộn với một số loại phụ liệu như thính, thơm (khóm), đường. Mắm nêm thường có hai dạng: dạng nguyên con (cá cơm, cá sơn đỏ...) và dạng xay nhuyễn (cá trích, cá nục, cá liệt...).

## Cách làm
Cá cơm tươi rửa sạch, phơi ráo hẳn rồi trộn đều với muối, thêm thính và phụ chất sau đó xếp vào hũ, vại, đậy kín, để đến lúc mắm trở màu đỏ là mắm chín, đưa ra sơ chế thêm đường, ớt, tỏi là ăn được. Để có được mắm ngon, thì đòi hỏi người làm mắm phải có kinh nghiệm cho tỷ lệ cá – muối phù hợp, thường thì tỷ lệ khoảng một ba, tuy nhiên tùy vụ, tùy mẻ cá. Nhiều muối quá thì mắm mặn, không ngon, mà ít quá thì hư mắm. Thời gian ủ mắm cũng chỉ ước chừng là khoảng ba tháng, nhưng cũng có thể lâu hơn, sớm hơn tùy điều kiện thời tiết, môi trường.

## Cách ăn

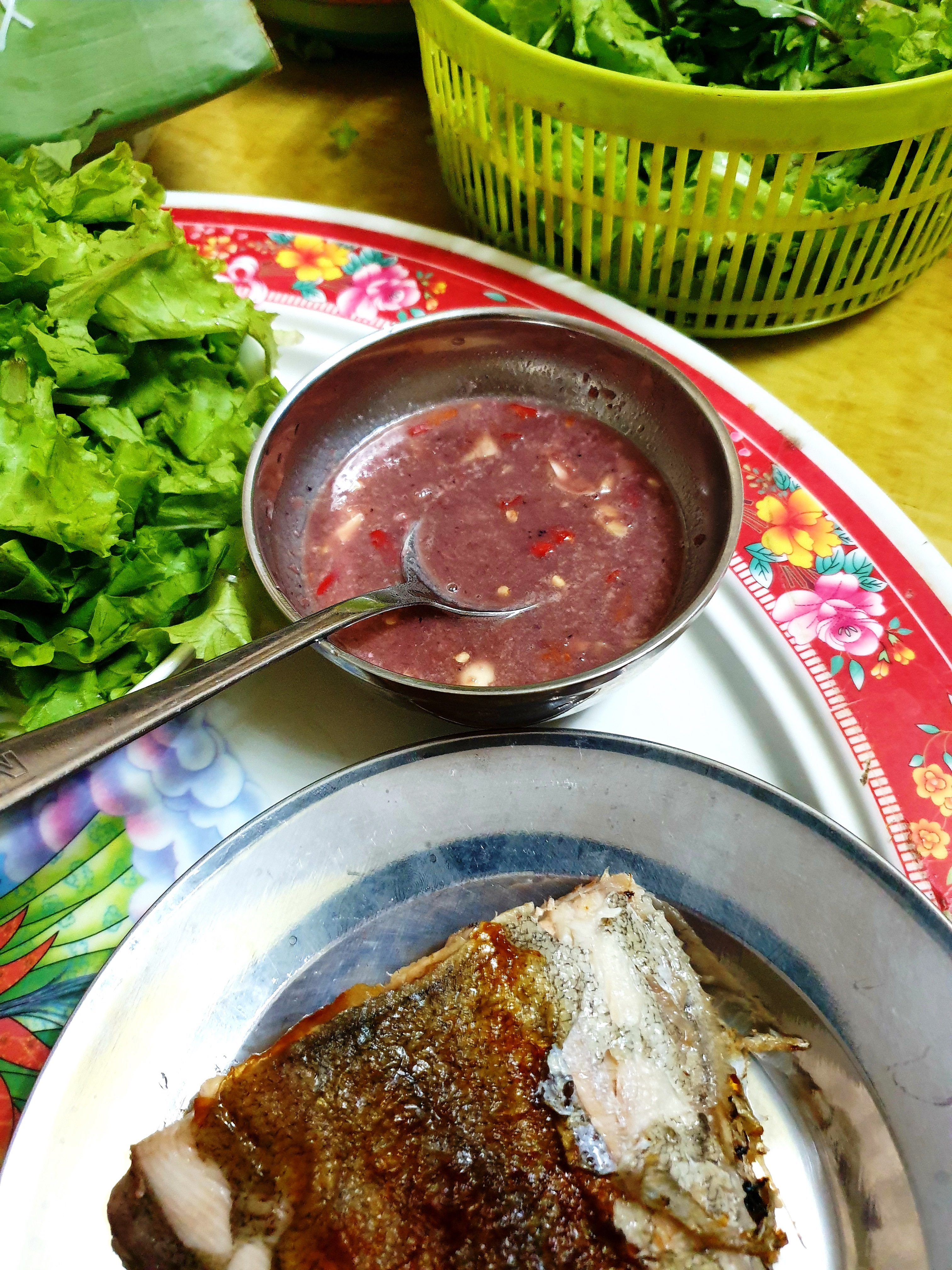
Chén mắm nêm

Mắm nêm có thể ăn với hầu hết các món dân dã. Tùy thuộc vào khẩu vị vùng miền, tùy thuộc vào món ăn, cách ăn mà cách pha chế mắm khác nhau, cũng như việc lựa chọn mắm nguyên con, chín dừ, xay nát nhuyễn cho thích hợp. Với món bánh tráng cuốn thịt heo chẳng hạn thì mắm sơ chế được thêm đường, tỏi, ớt băm nhuyễn vào, cho thêm dứa, chanh cho đủ vị.